# Bida
Bida – miasto w środkowej Nigerii, w stanie Niger, drugie pod względem wielkości miasto w stanie Niger, leży na skrzyżowaniu dróg z Jebba i Zungeru i Agaie.
- Liczba mieszkańców: 93 tys. (2006). Większość ludności pochodzi z plemienia Nupe.

W tym mieście rozwinął się przemysł materiałów budowlanych oraz spożywczy.